# 政府和總統宮

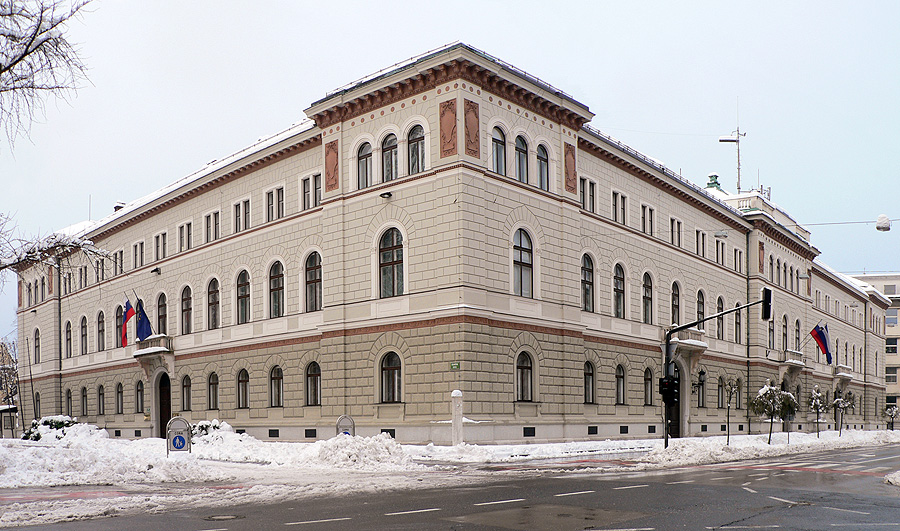

政府和總統宮是位於斯洛維尼亞首都盧比安納的一座建築。政府和總統宮是斯洛維尼亞總理府、斯洛維尼亞總統府和斯洛維尼亞政府的辦公地點。政府和總統宮有時也會舉辦展覽。

## 外部連結
- Virtual Panorama （页面存档备份，存于）. President of the Republic of Slovenia. Accessed 14 February 2012.